# کازیمو پینتو
کازیمو پینتو (ایتالیایی: Cosimo Pinto؛ زادهٔ ۱۴ مارس ۱۹۴۳) بوکسور اهل ایتالیا است.
وی در مسابقات کشوری و بین‌المللی در مجموع برندهٔ ۱ مدال طلا، ۱ مدال برنز شده‌است.